# Clyde Cessna

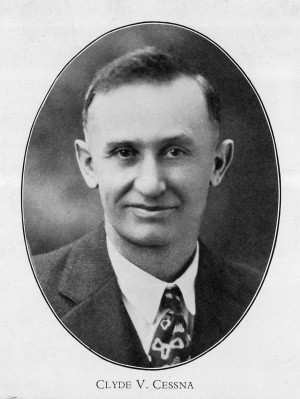
Clyde Cessna, ca. 1920

Clyde Vernon Cessna [ˈsɛsnə] (* 5. Dezember 1879 in Hawthorne, Iowa; † 20. November 1954 in Wichita, Kansas) war ein US-amerikanischer Flugzeugkonstrukteur, Pilot und Gründer der Cessna Aircraft Corporation.

## Leben

### Frühe Jahre
Clyde Cessna wurde am 5. Dezember 1879 in Hawthorne in Iowa geboren. Die Vorfahren seiner Familie stammten aus Frankreich und Deutschland. Als er zwei Jahre alt war, zog seine Familie nach Rago im Kingman County in Kansas. Als Heranwachsender nutze er sein autodidaktisch erlerntes Wissen über Mechanik, um landwirtschaftliche Maschinen zu verbessern und neue Bewirtschaftungsmethoden zu entwickeln. Später arbeitete er erfolgreich als Autoverkäufer in Enid in Oklahoma.
Cessnas Interesse an der Luftfahrt erwachte 1910, nachdem er eine Luftfahrtausstellung in Kansas besucht hatte. Diese Ausstellung bewog ihn dazu, eine Karriere im Bereich der Luftfahrt anzustreben. Cessna verließ Oklahoma und zog nach New York, wo er kurze Zeit für die Queen Aeroplane Company arbeitete und erste Erfahrungen mit der Konstruktion von Flugzeugen sammelte.

### Erster Flug

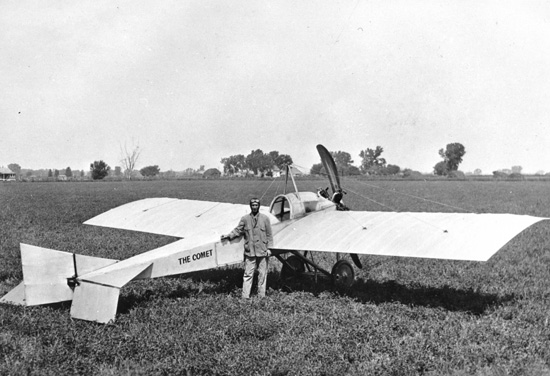
Cessna mit seiner zweiten Konstruktion, der Comet, circa 1916

1911 begann Cessna mit der Konstruktion seines ersten Flugzeugs, der Silverwing. Die Silverwing war ein Eindecker aus Fichtenholz und Leinengewebe, der sich in der Form an der Bleriot XI orientierte. Das Triebwerk – ein modifizierter Bootsmotor von Elbridge, den er aero special nannte – war ein Vierzylinder-Zweitaktmotor mit einer Leistung von 40 PS (29 kW) bei 1050 Umdrehungen pro Minute. Nach der Fertigstellung des Flugzeugs wollte Cessna die Maschine in den Great Salt Plains in Alfalfa County testen. Beim ersten Flugversuch kam es jedoch zu einem Ringelpiez mit einem Schaden von etwa einhundert US-Dollar. Nach der Reparatur unternahm er dreizehn weitere Flugversuche, von denen jeder in irgendeiner Weise fehlschlug. Der letzte Versuch brachte einen kleinen Hoffnungsschimmer, da das Flugzeug eine kurze Zeit in der Luft blieb, bevor es bei dem Versuch, eine Kurve zu fliegen, mit Bäumen kollidierte. Nach diesem Unfall soll Cessna frustriert geschrien haben: „I’m going to fly this thing, then I’m going to set it afire and never have another thing to do with aeroplanes!“ (deutsch: „Ich werde dieses Ding fliegen, dann werde ich es in Brand setzen und nie wieder etwas mit Flugzeugen zu tun haben!“). Schließlich gelang ihm im Juni 1911 aber sein erster erfolgreicher Flug. Die Öffentlichkeit, die ihn zunächst wegen seiner Fehlschläge verspottet hatte, begann ihre Meinung zu ändern und Cessna einen wagemutigen Helden zu nennen. Sie gaben ihm den Spitznamen „Birdman of Enid“ (deutsch: Vogelmann von Enid). Er setzte seine Bemühungen, das Fliegen zu erlernen, für mehrere Monate fort und absolvierte im Dezember 1911 einen erfolgreichen Flug über rund acht Kilometer inklusive einer erfolgreichen Landung an seinem Ausgangsort.

### Weitere Entwicklung

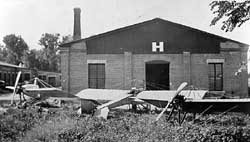
Cessnas Werkstatt 1917

Nach dem Erfolg der Silverwing kündigte Cessna seine Anstellung in der Automobilindustrie, um seiner Fliegerleidenschaft nachzugehen. Zwischen 1912 und 1915 konstruierte er mehrere Eindecker, die alle von Anzani Sechszylinder-Sternmotoren mit Leistungen zwischen 40 PS (29 kW) und 60 PS (44 kW) angetrieben wurden. Während dieser Zeit flog er seine Flugzeuge bei Landwirtschaftsmessen und anderen Veranstaltungen, was sich bald als sehr lukrativ herausstellte.
Im Jahr 1916 kaufte Cessna ein leerstehendes Gebäude, um dort ein neues Flugzeug für die Ausstellungssaison 1917 zu bauen. Neben der Werkstatt betrieb er dort auch eine Flugschule mit fünf Flugschülern. Als die Vereinigten Staaten im April 1917 in den Ersten Weltkrieg eintraten, kam das Geschäft mit Flügen auf Ausstellungen zum Erliegen. Seiner Haupteinnahmequelle beraubt, kehrte Cessna nach Rago zurück und arbeitete auf der Farm seiner Familie.

### Travel Air Manufacturing Company
Als das Interesse an der Allgemeinen Luftfahrt nach dem Ersten Weltkrieg wieder stieg, gründete Cessna 1925 zusammen mit Walter Beech und Lloyd Stearman die Travel Air Manufacturing Company in Wichita in Kansas. Mit Cessna als Geschäftsführer wurde das Unternehmen bald zum führenden Flugzeughersteller in den Vereinigten Staaten. Dieser Erfolg kann Cessnas fortschrittlichen Konstruktionen zugeschrieben werden, die durch zahlreiche Geschwindigkeits- und Streckenrekorde international Aufmerksamkeit erregten. Nach Unstimmigkeiten zwischen den Firmengründern über die Vorzüge und Nachteile von Eindeckern gegenüber Doppeldeckern verließ Cessna das Unternehmen zwei Jahre später, um sein eigenes zu gründen.

### Cessna Aircraft Corporation

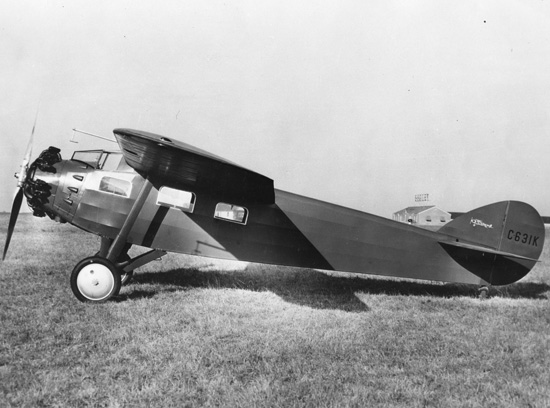
Cessna DC-6B

Am 27. September 1927 gründete Cessna zusammen mit dem Luftfahrtunternehmer Victor Roos das Unternehmen Cessna-Roos Aircraft. Nach nur einem Monat verkaufte Roos seine Anteile an Cessna und im Dezember desselben Jahres änderte das Unternehmen seinen Namen in Cessna Aircraft Corporation. In der zweiten Hälfte des Jahres 1927 bemühte Cessna sich, einen leistungsfähigen Eindecker zu bauen. Die viersitzige Model A wurde Ende 1927 fertiggestellt. Nach der AW entwickelte Cessna die CW-6, die ihren Erstflug 1928 hatte, und die DC-6, die 1929 das erste Mal flog. Danach arbeitete er zusammen mit seinem Sohn Eldon an dem Rennflugzeug CR-3.
Trotz des Erfolgs der neuen Modelle, führte die Weltwirtschaftskrise zu katastrophalen Einbrüchen auf dem Flugzeugmarkt. Das Unternehmen musste Insolvenz anmelden und wurde 1931 aufgelöst. 1934 eröffnete Cessna erneut seine Fertigung in Wichita, die er 1936 an seinen Neffen Dwane Wallace und dessen Bruder Dwight verkaufte.

### Späte Jahre
Nachdem er die Cessna Aircraft Corporation an seine Neffen verkauft hatte, kehrte er wieder auf seine Farm zurück und baute mit einem dreispurigen Traktor Wasserbecken für ortsansässige Farmer. Auf Dwanes Bitte hin willigte er ein, in repräsentativer Funktion wieder in die Firma einzutreten. Aus dem Tagesgeschäft hielt er sich allerdings heraus.
Clyde Cessna verstarb am 20. November 1954 im Alter von 74 Jahren in Wichita, Kansas.

## Auszeichnungen
- Cessna wurde 1978 posthum in die National Aviation Hall of Fame aufgenommen.
- 2013 belegte er auf einer Liste von 51 Helden der Luftfahrt des Flying Magazine den 27. Platz.[10]